# Glochidion rugulosum
Glochidion rugulosum är en emblikaväxtart som beskrevs av Airy Shaw. Glochidion rugulosum ingår i släktet Glochidion och familjen emblikaväxter. Inga underarter finns listade i Catalogue of Life.